# احمرار الجلد الصدفي
احمرار الجلد الصدفي (بالإنجليزية: Psoriatic erythroderma)‏ هو نوعٌ شاملٌ من الصدفية، حيثُ يؤثر على جميع أجزاء الجسم، وتتضمن الوجه واليدين والقدمين والأظافر والجذع والأطراف.:410–411:195 يتضمن الخط العلاجي الأول لاحمرار الجلد الصدفي أدوية كتب المناعة مثل الميثوتركسيت، أسيتريتين أو سيكلوسبورين.